# Karl Huschke
Johann Friedrich Karl Huschke (* 31. Juli 1796 in Weimar; † 3. Mai 1883 ebenda) war ein deutscher Mediziner.
Karl Huschke war der Erstgeborene des Leibarztes und Geheimen Hofrats Wilhelm Ernst Christian Huschke (1760–1828) in Weimar. Er studierte ab Oktober 1814 in Jena Medizin und praktizierte ab Februar 1821 in Weimar.

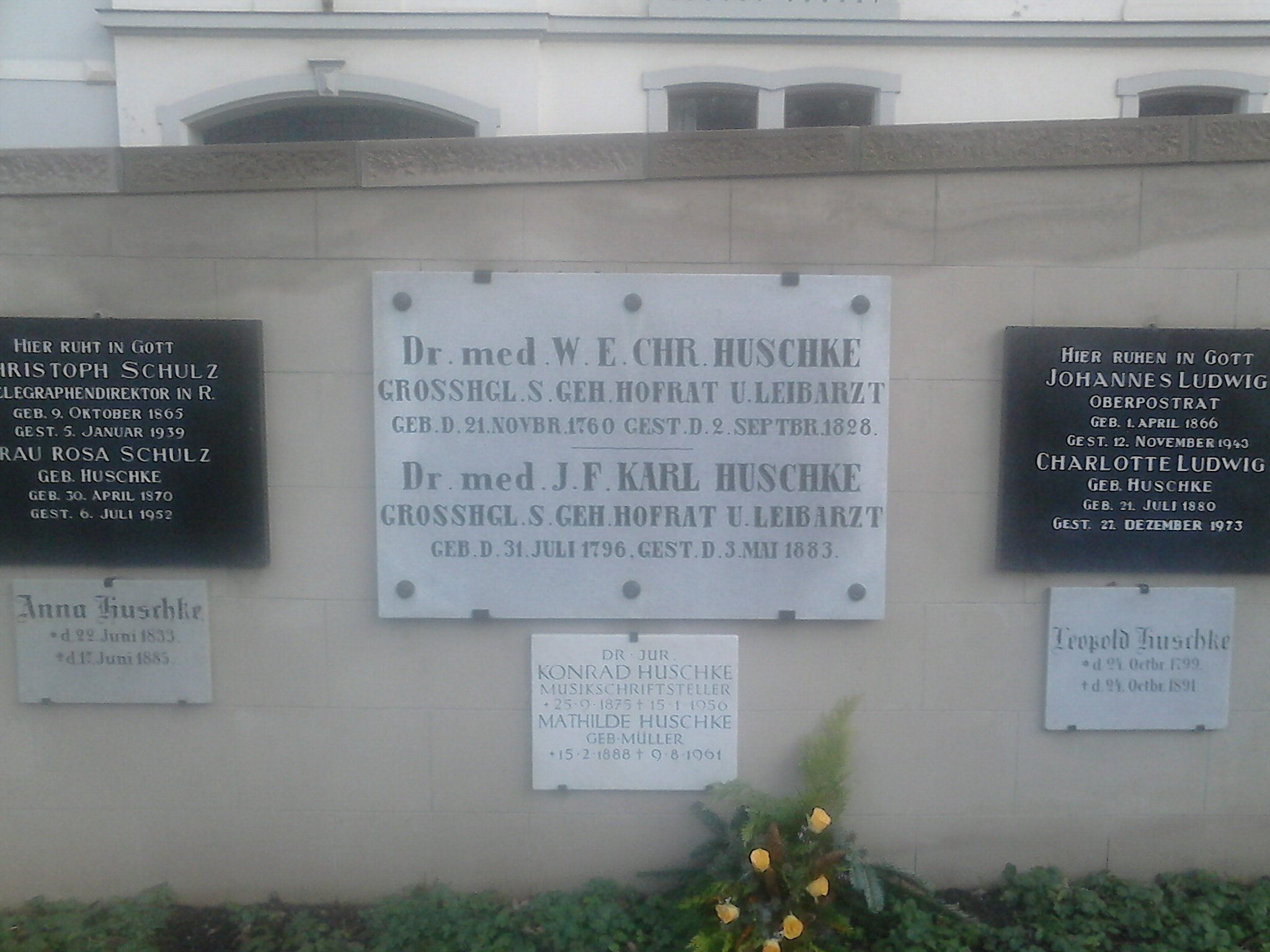
Grabstelle für J. F. Karl Huschke, seinen Vater und weitere Familienangehörige auf dem Historischen Friedhof Weimar

Huschke wurde im März 1822 zum Hof-Medicus berufen. Im selben Jahr war er zusammen mit seinem Vater in der medizinischen Betreuung des Bades in Berka tätig. Im Juli 1832 wurde er zum Hofrat und Leibarzt beim Großherzog Carl Friedrich, seiner Ehefrau Maria Pawlowna und deren Kindern Marie, Augusta und Carl Alexander befördert.
Er wurde für seine Tätigkeit geehrt durch die Beförderung zum Ritter (1841) und zum Komtur 2. Klasse (1853) des Weimarer Hausordens und zum Geheimen Hofrat (1843). 1858 erhielt er das Komturkreuz 2. Klasse des Ordens der Luxemburgischen Eichenkrone. Im Lauf der Jahre rückte er in der Hierarchie der Leibärzte auf und erhielt weitere hohe Orden.
Huschke verehelichte sich im Juni 1830 mit der Pastorentochter Charlotte Köhler (* 1812; † 1847). Der Ehe entstammten fünf überlebende Kinder.
Vom Tod des hochbetagten früheren Leibarztes am 3. Mai 1883 waren der Großherzog (Carl Alexander) und seine Schwester (Kaiserin Augusta) sehr berührt. Huschke wurde im Familiengrab auf dem Historischen Friedhof Weimar beigesetzt.